# Cantiere navale di Riva Trigoso

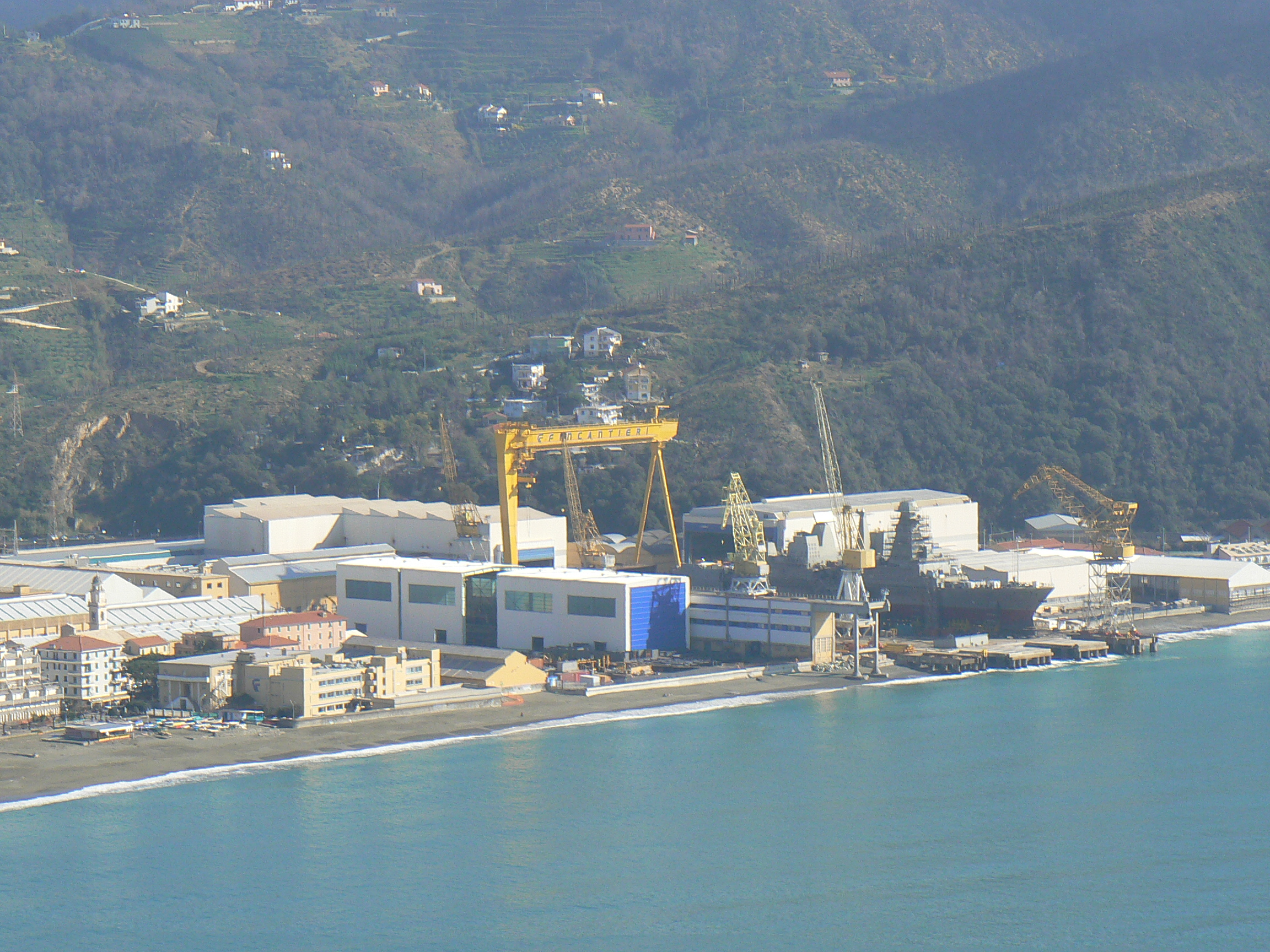
I cantieri navali di Riva Trigoso visti da punta Manara

Il cantiere navale di Riva Trigoso, del gruppo Fincantieri è uno dei maggiori e più antichi cantieri navali italiani, ubicato a Riva Trigoso, una frazione della città di Sestri Levante, in provincia di Genova.
Opera in sinergia con il vicino Cantiere navale del Muggiano a La Spezia.
Nello stabilimento sono state varate numerose unità prima della Regia Marina e poi della Marina Militare.

## Storia
Il cantiere navale è stato fondato il 1º agosto del 1897 da Erasmo Piaggio ed impiantato nel 1898 dalla Società Esercizio Bacini, costituita dallo stesso senatore per la gestione dei bacini di carenaggio di Genova con annesse le Officine Meccaniche.
Erasmo Piaggio era anche amministratore delegato della società Navigazione Generale Italiana, nata nel 1881 dalla fusione delle flotte Rubattino e Florio e rinforzatasi con le flotte Raggio e Piaggio. Sotto la sua direzione questa compagnia si andava imponendo sui traffici internazionali con oltre ottanta unità. Piaggio ne curava l'ammodernamento con costruzioni studiate in base alle richieste sempre più esigenti della clientela.
Il progetto del cantiere, nato per assorbire la maggior parte delle commesse della grande compagnia di navigazione, era quello di un grande complesso in cui concentrare ed assolvere le funzioni di costruzione, esercizio e manutenzione. Il progetto non venne però condiviso dagli altri membri della compagnia che si opposero in nome di interessi diversi. Alla fine Erasmo Piaggio andò per la sua strada, fondando qualche anno dopo una propria compagnia, il Lloyd Italiano, che, legandosi al cantiere di Riva Trigoso, avrebbe costruito le sue navi sotto la regia di Piaggio.
Piaggio ne affidò la realizzazione alla Società Esercizio Bacini. I lavori iniziarono il 15 giugno 1898 e dopo quattro mesi si approntarono le prime lamiere. Nel febbraio seguente funzionavano otto scali attrezzati con officine e servizi tecnici ed amministrativi su un'area di 30.460 metri quadrati. Nel settembre successivo si approntò una fonderia di ghisa, cui seguì quella di bronzo.
Fin dall'inizio il cantiere lavorò a pieno ritmo con una media di 400 persone alla costruzione di un bacino galleggiante di ferro per il porto di Genova, di due piroscafi postali da 1.500 tonnellate, di altri due da 5229 e 5603 ed un altro da carico per la Navigazione Generale Italiana e due per i servizi minori della Società Italiana di Navigazione.
Dall'inizio fino al 1915 si costruirono 65 unità mercantili per la Navigazione, per il Lloyd Italiano, per la Transatlantica Italiana, per la Società dei Servizi Marittimi, e anche per altri armatori. Si costruirono anche le navi per emigranti del Lloyd, tra cui il Principessa Mafalda, ritenuto il miglior piroscafo transatlantico passeggeri dell'epoca ed affondato nel 1927 al largo del Brasile a seguito di un grave guasto tecnico (naufragio considerato ancora oggi il più grave accaduto nel XX secolo ad una nave italiana), ed il suo gemello Principessa Jolanda, affondato in cantiere durante il varo nel 1907.
Nel 1914 furono ultimati il Dante Alighieri e il Giuseppe Verdi per la Transatlantica Italiana, e nel 1918 fu varata l'Esperia della Società Italiana dei Servizi Marittimi, adibita alla linea dell'Egitto e per tanti anni considerata una delle navi più eleganti del mondo.
Durante la prima guerra mondiale fu costruita una piccola flottiglia di navi cisterna di varie dimensioni per la marina da guerra.
Nel 1925 per iniziativa di Amedeo e Carlo Piaggio, in accordo con l'ammiraglio Umberto Cagni, allora presidente del Consorzio che gestiva i bacini di carenaggio di Genova e il cantiere di Riva Trigoso, la gestione del cantiere di Riva Trigoso e delle officine meccaniche di Genova venne separata dal servizio dei bacini, che venne affidato al nuovo Ente Bacini di Genova. In seguito a tale ristrutturazione gli stabilimenti di Riva Trigoso e le officine meccaniche di Genova-Le Grazie costituirono la società Cantieri del Tirreno con lo stabilimento genovese, destinato a lavori di riparazioni e allestimento navali, collegato con il cantiere di Riva Trigoso.
È di questo periodo la costruzione delle unità per i servizi sovvenzionati dalla Florio e l'ampliamento del cantiere per costruire navi militari e turbine a vapore di grande potenza. Dal cantiere vennero nel 1926 i caccia Nembo ed Euro, nel 1927 il Leone Pancaldo e l'Antonio da Noli, nel 1929 il Freccia e il Saetta, nel 1932 e 34 lo Scirocco e il Libeccio, capaci di raggiungere la velocità di 38 nodi, la motocisterna Garigliano; negli anni dal 1935 al 1937 le torpediniere Canopo e Cassiopea di 34 nodi, i caccia Carabiniere e Lanciere, di 39 nodi, e le cisterne Isonzo, Volturno, Tirso e Scrivia.
Durante la seconda guerra mondiale lo stabilimento rivano subì gravissimi danni e il cantiere, con gli altri stabilimenti del gruppo Piaggio venne ricostruito e ampliato nell'immediato dopoguerra, allungando gli scali e potenziando le gru, per rispondere alla domanda di navi sempre più grandi e per poter adottare le tecniche di prefabbricazione.
Il cantiere di Riva Trigoso ebbe numerose commesse della Marina Militare e a cavallo fra gli anni cinquanta e sessanta, in tale stabilimento vennero costruite diverse navi militari, quali due delle quattro corvette Classe De Cristofaro, le due fregate della Classe Alpino, i cacciatorpediniere Impetuoso e Impavido e l'incrociatore lanciamissili Andrea Doria.
Nel 1966 le due società della cantieristica del gruppo Piaggio, i Cantieri del Tirreno con gli stabilimenti di Riva Trigoso e Genova, e i Cantieri Navali Riuniti, con gli stabilimenti di Palermo e Ancona si fusero e diedero vita ai Cantieri Navali del Tirreno e Riuniti, ma alla fine degli anni sessanta, al pari della cantieristica pubblica, il gruppo risentì dell'aumento degli oneri, che riguardarono il costo del lavoro, il costo del denaro e il costo dei materiali e il gruppo subì delle ingenti perdite per le commesse a prezzo bloccato assunte in precedenza. Altri motivi della crisi furono anche la mancanza di investimenti e di interventi nell'impiantistica e un'esasperata conflittualità tra la dirigenza e gli operai, specie nel cantiere di Palermo, e tutto ciò portò, su invito del governo, all'intervento dell'IRI, che nel rilevare il gruppo chiese al Ministero delle partecipazioni statali, per far fronte ai nuovi impegni, l'aumento del fondo di 680 miliardi di lire e per non essere gravato di debiti pregressi del gruppo richiese la procedura di liquidazione speciale, che venne stabilita con D.M. 19 agosto 1970. Con la conclusione del processo di liquidazione speciale nell'agosto 1973 la società Cantieri Navali del Tirreno e Riuniti finì sotto il controllo dell'IRI.
Nel 1981 i Cantieri Navali del Tirreno e Riuniti rilevarono il Cantiere del Muggiano di La Spezia, che venne inquadrato nella Direzione Costruzioni Militari, insieme allo stabilimento di Riva Trigoso e dagli anni ottanta i due stabilimenti lavorano in sinergia mantenendo e sviluppando ulteriori fasi di integrazione produttiva, con le unità varate a Riva Trigoso che vengono allestite ed effettuano le prove di preconsegna alla Spezia come le unità varate in quello stabilimento.
Nel 1984 i Cantieri Navali del Tirreno e Riuniti, con sede a Genova e con gli stabilimenti di Riva Trigoso, Muggiano, Palermo e Ancona vennero incorporati in Fincantieri, che da holding finanziaria delle partecipazioni statali assumeva direttamente in proprio l'attività operativa delle società che prima controllava.
Nel 2004 a Riva Trigoso è stata varata la prima portaerei della Marina Militare Italiana, il Cavour, varo passato alla storia per essere stato l'ultimo eseguito nella maniera tradizionale con lo scivolo in acqua; da allora le navi varate nello stabilimento vengono calate su una chiatta con rimorchiatore e solo successivamente messe in acqua.

## Elenco parziale di navi varate a Riva Trigoso

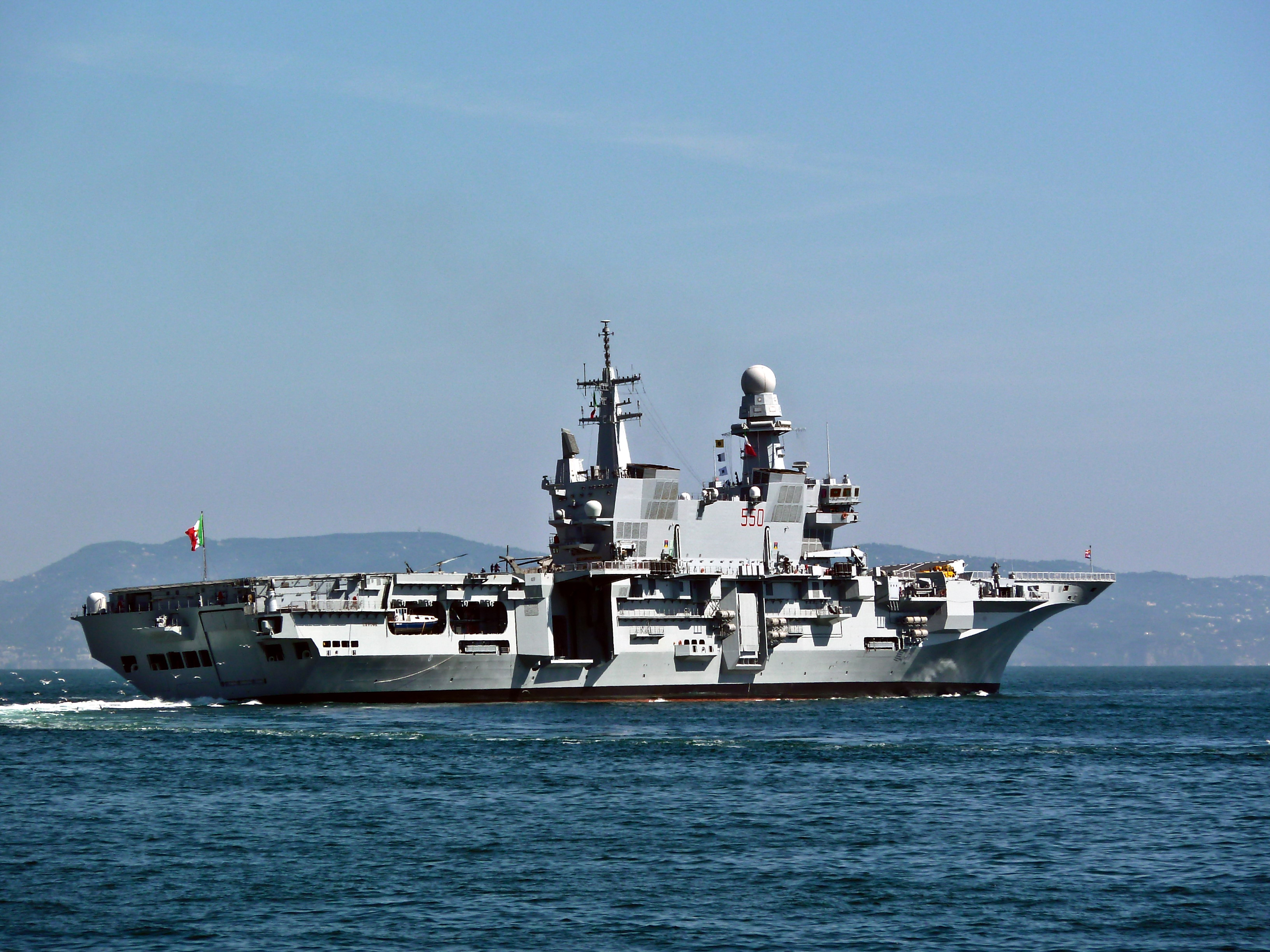
La portaerei Cavour a Napoli

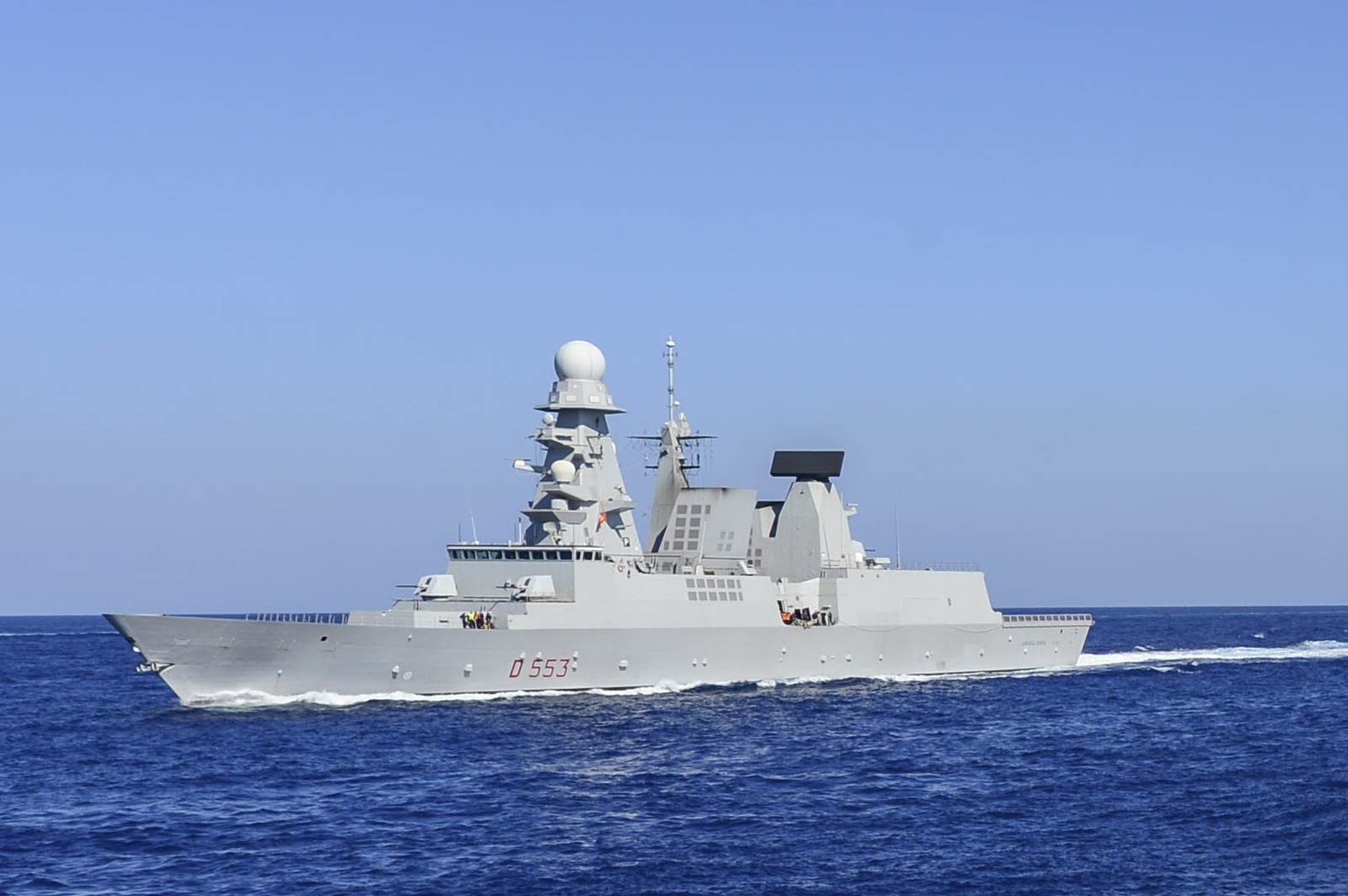
Cacciatorpediniere Andrea Doria (D 553) in navigazione

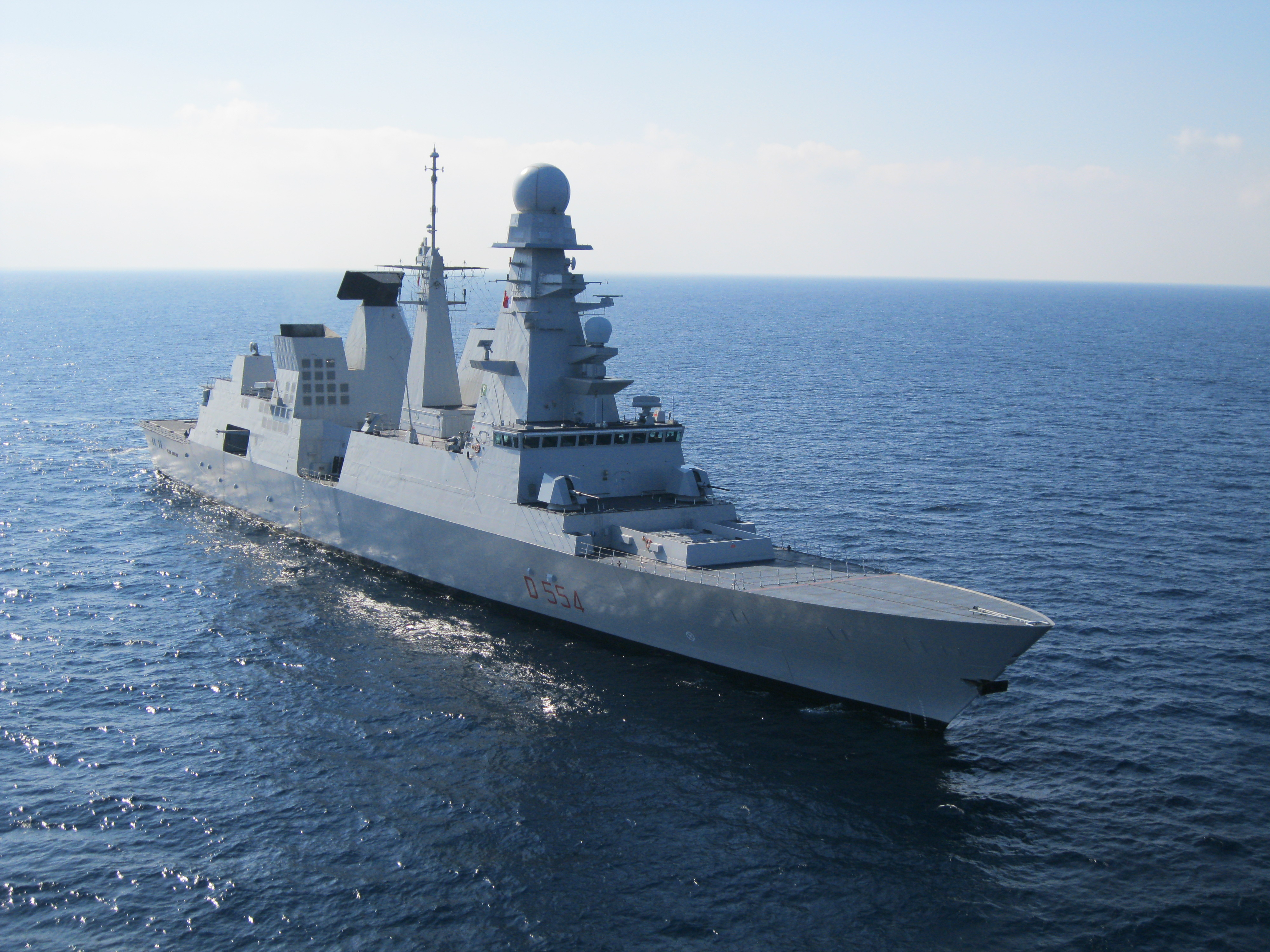
Cacciatorpediniere Caio Duilio (D 554) in navigazione

### Cronologico
- Bacino galleggiante 1899.
- Barca a vapore "ZELINA" 1899.
- Barca a vapore "FLORA" 1899.
- Piroscafo postale "FLAVIO GIOIA" maggio 1900.
- Piroscafo postale "AMERIGO VESPUCCI" giugno 1900.
- Piroscafo postale "SICILIA" 4 maggio 1901.
- Piroscafo postale "SARDEGNA" 15 giugno 1901.
- Rimorchiatore "PROVENCAL I" 1901.
- Rimorchiatore "PROVENCAL II" 1901.
- Nave veliero "IOLANDA" 24 giugno 1902.
- Nave a palo "ERASMO" 18 febbraio 1903.
- Nave a palo "REGINA ELENA" giugno 1903.
- Brigantino goletta "EMILIA" 1904.
- Piroscafo "FLORIDA" 23 giugno 1905.
- Piroscafo "INDIANA" 10 ottobre 1905.
- Rimorchiatore "ALLIANCE" 1905.
- Piroscafo fluviale "DOMINGO" 1905.
- Piroscafo "LUISIANA" 18 marzo 1906.
- Piroscafo "VIRGINIA" 10 settembre 1906.
- Piroscafo fluviale "NATALE" 1906.
- Nave passeggeri "PRINCIPESSA IOLANDA" 22 settembre 1907 (affondata al varo).
- Piroscafo fluviale "ROSARIO" 1º maggio 1908.
- Nave passeggeri "PRINCIPESSA MAFALDA" 22 ottobre 1908.
- Piroscafo cabotaggio "MADDALENA" 24 settembre 1910.
- Piroscafo "ROMA" 31 agosto 1912.
- Piroscafo "TORINO" 1º luglio 1913.
- Goletta a palo "AUSTRALIA" 1913.
- Goletta a palo "NUOVA ZELANDA" 1913.
- Goletta a palo "DANTE A." 29 settembre 1914.
- Piroscafo passeggeri "DANTE ALIGHIERI" 28 settembre 1914.
- Piroscafo passeggeri "GIUSEPPE VERDI" 3 agosto 1915.
- Piroscafo "ANGELO TOSO" 1917.
- Piroscafo "SESTRI" febbraio 1918.
- Piroscafo "SORI" 1918.
- Piroscafo "ROSOLINO ORLANDO" 14 dicembre 1919.
- Piroscafo passeggeri "ESPERIA" 1919.
- Pirocisterna "RAPALLO" 1921.
- Pirocisterna "BRENNERO" 1921.
- Romorchiatore "PETRONIO" 1923.
- Motonave-cisterna "STELVIO" 1924.
- Pontone "ROMANUS" 11 giugno 1926.
- Cacciatorpediniere "NEMBO" 27 gennaio 1927.
- Cacciatorpediniere "EURO" 7 luglio 1927.
- Cacciatorpediniere ANTONIO DA NOLI 21 maggio 1929
- Cacciatorpediniere "FRECCIA" 3 agosto 1930.
- Peschereccio "COKOЛ (SOKOL)" 18 marzo 1931.
- Peschereccio "ПAЛTУC (PALTUS)" 31 marzo 1931.
- Peschereccio "ГAГAPA (GAGARA)" 12 maggio 1931.
- Cacciatorpediniere "TINATZEPE" 26 luglio 1931.
- Cacciatorpediniere "ZAFER" 20 settembre 1931.
- Cacciatorpediniere "SAETTA" 17 gennaio 1932.
- Cacciatorpediniere "SCIROCCO" 22 aprile 1934.
- Sbarcatruppe "GARIGLIANO" 8 maggio 1934.
- Cacciatorpediniere "LIBECCIO" 4 luglio 1934.
- Torpediniere "CANOPO" 1º ottobre 1936.
- Torpediniera "CASSIOPEA" 22 novembre 1936.
- Nave cisterna "VOLTURNO" 28 aprile 1937.
- Sbarcatruppe "TIRSO" 9 maggio 1937.
- Betta per catrame "VIGNERIA" 16 maggio 1937
- Nave cisterna "ISONZO" 9 giugno 1937.
- Sbarcatruppe "SCRIVIA" 3 luglio 1937
- Cacciatorpediniere "CARABINIERE" 23 luglio 1938.
- Cacciatorpediniere "LANCIERE" 18 dicembre 1938.
- Peschereccio "GENEPESCA I" 24 febbraio 1940.
- Peschereccio "GENEPESCA II" 10 aprile 1940.
- Motonave da carico "MONGINEVRO" 22 settembre 1940.
- Motonave da carico "MONVISO" 5 dicembre 1940.
- Motonave da carico "MONREALE" 29 giugno 1941.
- Motonave da carico "CATERINA COSTA" 14 aprile 1942.
- Motonave da carico "INES CORRADO" 24 novembre 1942.
- Torpediniera "IMPAVIDO" 24 febbraio 1943.
- Torpediniera "IMPETUOSO" 20 aprile 1943.
- Torpediniera "INDOMITO" 6 luglio 1943.
- Torpediniera "INTREPIDO" 8 settembre 1943.
- Rimorchiatore "MONT GAUME" 14 febbraio 1946.
- Motonave da carico "MARIA STELLA" 25 luglio 1946.
- Motonave da carico "SPARTA" 30 dicembre 1946.
- Pontone gru "GOLIA" 13 agosto 1947.
- Pontone gru "GRIFO" 17 febbraio 1947.
- Motonave da carico "KUSTBRIS" 13 gennaio 1948.
- Nave traghetto "ASPROMONTE" 15 aprile 1948.
- Motonave da carico "ATLAS" 22 luglio 1948.
- Motonave da carico "LANDBRIS" 19 agosto 1948.
- Motonave da carico "MIDAS" 29 settembre 1948.
- Nave traghetto "MONGIBELLO" 30 novembre 1948.
- Rimorchiatore "IBERIA" 24 aprile 1951.
- Motonave da carico "ERCTA" 3 luglio 1951.
- Turbonave "AGAMENNON" per la famiglia reale Greca 2 febbraio 1953.
- Motonave da carico "ATHINAI" 10 settembre 1953.
- Nave traghetto "CARIDDI" 20 ottobre 1953.
- Turbocisterna "ESSO LIGURIA" 12 luglio 1954.
- Bettolina per oli "LIBERIA" 31 luglio 1954.
- Corvetta "DIANA" 19 dicembre 1954.
- Corvetta "FLORA" 25 giugno 1955.
- Nave traghetto "AETHALIA" 26 febbraio 1956.
- Turbonave "MONBALDO" 6 maggio 1956.
- Turbonave "MONDORO" 8 agosto 1956.
- Motonave da carico "GIORGIO PARODI" 25 novembre 1956.
- Motonave da carico "DONATELLA PARODI" 6 aprile 1957.
- Motonave bananiera "MARZIA TOMELLINI FASSIO" 15 giugno 1957.
- Turbocisterna "GATUN" 16 novembre 1957.
- Rimorchiatore "CILE" 24 aprile 1958.
- Rimorchiatore "PERU" 7 giugno 1958.
- Turbocisterna "PEDRO MIGUEL" 20 luglio 1958.
- Motonave "FEDERICO PARODI" 31 agosto 1958.
- Turbocisterna "GIACINTA FASSIO" 22 luglio 1959.
- Turbonave "MONFIORE" 29 agosto 1959.
- Nave traghetto "REGGIO" 8 marzo 1960.
- Rimorchiatore "HIMERA" 25 maggio 1960.
- Rimorchiatore "BRASILE" 31 dicembre 1960.
- Rimorchiatore "PABLO FERRES" 15 gennaio 1961.
- Rimorchiatore "CAPO PELORO" 24 giugno 1961.
- Motonave da carico "MONTELLO" 14 ottobre 1961.
- Cacciatorpediniere "IMPAVIDO" 25 maggio 1962.
- Incrociatore "ANDREA DORIA" 27 febbraio 1963.
- Nave da diporto "ESTER VIII" 22 luglio 1961.
- Nave da diporto "ESTER VIII" 23 maggio 1964. Alata e rivarata dopo modifiche
- Nave traghetto "S. FRANCESCO DA PAOLA" 26 maggio 1964.
- Cannoniera "FRECCIA" 9 gennaio 1965.
- Corvetta "PIETRO DE CRISTOFARO" 29 maggio 1965.
- Bulkcarrier "DRIN" 19 settembre 1965.
- Nave traghetto "WISTON CHURCHILL" 25 aprile 1967.
- Fregata "ALPINO" 14 giugno 1967.
- Fregata "CARABINIERE" 30 settembre 1967.
- Nave traghetto "KONG OLAV V" 12 maggio 1968.
- Nave traghetto "PRINSESSE MARGRETHE" 5 agosto 1968.
- Nave Traghetto "AALBORGHUS" 2 luglio 1969.
- Rimorchiatore "RIVA TRIGOSO (Y 443)" 13 settembre 1969
- Rimorchiatore "PORTO D'ISCHIA (Y 436)" 30 settembre 1969
- Nave traghetto "TREKRONER" 27 marzo 1970.
- Cacciatorpediniere "AUDACE" 2 ottobre 1971.
- Nave da crociera "SPIRIT OF LONDON" 9 maggio 1972.
- Nave trasporto bidirezionale "AGATA" 10 novembre 1973.
- Nave trasporto bidirezionale "PACE" 24 gennaio 1974.
- Nave logistica "Stromboli (A 5327)" 20 febbraio 1975.
- Motonave portatubi "TRANSOCEANICA PAOLA" 1º luglio 1975.
- Fregata "Lupo (F 564)" 29 luglio 1976
- Fregata "CARVAJAL" (Marina Militare Peruana) 17 novembre 1976
- Fregata "Sagittario (F 565)" 22 giugno 1977.
- Fregata "VILLAVISENCIO" (Marina Militare Peruana) 7 febbraio 1978
- Fregata "Perseo (F 566)" 12 luglio 1978.
- Fregata "MARISCAL SUCRE" (Marina Militare Venezuelana) 28 settembre 1978
- Fregata "ALMIRANTE BRION" (Marina Militare Venezuelana) 22 febbraio 1979
- Fregata "GENERAL SOUBLETTE" (Marina Militare Venezuelana) 4 gennaio 1980
- Fregata "ALMIRANTE GARCIA" (Marina Militare Venezuelana) 4 ottobre 1980
- Fregata "Maestrale (F 570)" (Marina Militare Italiana) 2 febbraio 1981.
- Fregata "Libeccio (F 572)" (Marina Militare Italiana) 7 settembre 1981.
- Fregata "Scirocco (F 573)" (Marina Militare Italiana) 17 aprile 1982.
- Fregata "Aliseo (F 574)" (Marina Militare Italiana) 29 ottobre 1982.
- Fregata "Euro (F 575)" (Marina militare italiana) 15 aprile 1983.
- Fregata "al-Qadisiyya" (Marina Militare Irachena) 20 giugno 1985
- Fregata "Espero (F 576)" (Marina Militare Italiana) 19 novembre 1983.
- Fregata "Zeffiro (F 577)" (Marina Militare Italiana) 13 giugno 1984.
- Corvetta "Minerva (F 551)" (Marina Militare Italiana) 25 marzo 1986.
- Corvetta "Urania (F 552)" (Marina Militare Italiana) 21 giugno 1986.
- Nave d'assalto anfibio "San Giorgio (L 9892)" (Marina Militare Italiana) 21 febbraio 1987.
- Nave d'assalto anfibio "San Marco (L 9893)" (Marina Militare Italiana) 10 ottobre 1987.
- Cacciatorpediniere "DURAND DE LA PENNE (D 560)(ex ANIMOSO)" (Marina Militare Italiana) 29 ottobre 1989.
- Cacciatorpediniere "Francesco Mimbelli (D 561) (ex ARDIMENTOSO)" (Marina Militare Italiana) 13 aprile 1991.
- Corvetta "Sibilla (F 558)" (Marina Militare Italiana) 15 settembre 1990.
- Complesso galleggiante espositivo "PADIGLIONE ITALIA" 18 gennaio 1992.
- Nave d'Assalto Anfibio "San Giusto (L 9894)" (Marina Militare Italiana) 2 dicembre 1993.
- Traghetto veloce "PEGASUS ONE" 24 marzo 1996.
- Nave logistica (Nave Rifornimento di Squadra) "Etna (A 5326)" (Marina Militare Italiana) 12 luglio 1997.
- Traghetto veloce "SUPERSEACAT 4" 13 ottobre 1998.
- Traghetto veloce "TAURUS" (Tirrenia Navigazione) 28 febbraio 1998.
- Traghetto veloce "ARIES" (Tirrenia Navigazione) 10 gennaio 1998.
- Traghetto veloce "CAPRICORN" (Tirrenia Navigazione) 12 dicembre 1998.
- Traghetto veloce "SCORPIO" (Tirrenia Navigazione) 17 marzo 1999.
- Nave (Nuova Unità Minore Combattimento) "Comandante Cigala Fulgosi (P 490)" (Marina Militare Italiana) 10 ottobre 2000.
- Nave (Nuova Unità Minore Combattimento) "Comandante Borsini (P 491)" (Marina Militare Italiana) 17 febbraio 2000.
- Nave (Nuova Unità Minore Combattimento) "Comandante Bettica (P 492)" (Marina Militare Italiana) 23 giugno 2001.
- Nave (Nuova Unità Minore Combattimento) "Comandante Foscari (P 493)" (Marina Militare Italiana) 24 novembre 2001.
- Nave (Nuova Unità Pattugliamento d'Altura) "Sirio (P 409)" (Marina Militare Italiana) 11 maggio 2002.
- Nave (Nuova Unità Pattugliamento d'Altura) "Orione (P 410)" (Marina Militare Italiana) 27 luglio 2002.
- Nave (Nuova Unità Supporto Polivalente) "Elettra (A 5340)" (Marina Militare Italiana) 24 luglio 2002.
- Portaerei Cavour 20 luglio 2004
- Cacciatorpediniere Andrea Doria (Marina Militare Italiana) Prima Unità (FOC2) della Classe Orizzonte 14 ottobre 2005.
- Traghetto veloce "GOTLANDIA II" (REDERI AB GOTLAND) 22 dicembre 2005.
- Cacciatorpediniere Caio Duilio (Marina Militare Italiana) Seconda Unità (FOS2) della Classe Orizzonte 23 ottobre 2007.
- Rimorchiatore "A. H. Liguria" 21 dicembre 2007.
- Rimorchiatore "A. H. Camogli" 10 luglio 2008.
- Rimorchiatore "UOS Atlantis" 26 novembre 2008.
- Pattugliatore d'altura "FATEH" (Marina Militare Irachena) 28 gennaio 2009.
- Rimorchiatore "UOS Columbia" 9 giugno 2009.
- Pattugliatore d'altura "MAJED" (Marina Militare Irachena) 2 luglio 2009.
- Rimorchiatore "UOS Discovery" 2 settembre 2009.
- Rimorchiatore "UOS Explorer" 15 ottobre 2009.
- Rimorchiatore "UOS Liberty" 15 febbraio 2010.
- Fregata Multiruolo "Carlo Bergamini (F 590)" (Marina Militare Italiana) Prima Unità Classe FREMM 16 luglio 2011.
- Fregata Antisom "Virginio Fasan (F 591)", Classe FREMM 31 marzo 2012
- Fregata Antisom "Carlo Margottini (F 592)", Classe FREMM 29 giugno 2013
- Fregata Antisom "Carabiniere (F 593)", Classe FREMM 29 marzo 2014
- Fregata Antisom "Alpino (F 594)", Classe FREMM 13 dicembre 2014
- Fregata Multiruolo "Luigi Rizzo (F 595)", Classe FREMM 15 dicembre 2015
- Fregata Multiruolo "Federico Martinengo (F 596)", Classe FREMM 04 marzo 2017
- Fregata Multiruolo "Antonio Marceglia (F 597)", Classe FREMM 03 febbraio 2018
- Fregata Multiruolo "Al-Galala (FFG-1002)", Classe FREMM 26 gennaio 2019
- Fregata Multiruolo "Bernees (FFG-1003)", Classe FREMM 25 gennaio 2020
- Nave (Pattugliatore Polivalente d’Altura)", Francesco Morosini (P 431)", Classe Thaon di Revel 22 maggio 2020
- Nave (Pattugliatore Polivalente d’Altura)", Raimondo Montecuccoli (P 432)", Classe Thaon di Revel 13 marzo 2021
- Nave (Pattugliatore Polivalente d’Altura)", Giovanni delle Bande Nere (P 434)", Classe Thaon di Revel 12 febbraio 2022
- Nave (Pattugliatore Polivalente d’Altura)", KRI Brawijaya (320)", Classe Thaon di Revel 26 novembre 2022
- Fregata Multiruolo "Spartaco Schergat (F 598)", Classe FREMM 24 novembre 2023
- Fregata Multiruolo "Emilio Bianchi (F 589)", Classe FREMM 25 maggio 2024
- Nave (Pattugliatore Polivalente d’Altura)", Domenico Millelire (P 436)", Classe Thaon di Revel 13 luglio 2024

### Nota
- La Fregata al-Qadisiyya costruita come fregata similare della classe "Lupo" per conto dell'Iraq, fu con le gemelle costruite nel Cantiere di Ancona poi posta sotto sequestro e ferma a fondo cantiere, successivamente entrata in servizio per la Marina Militare Italiana col nome di Granatiere dal 1996 con applicazione di formula contrattuale As-It-Is e dopo aver eseguito i successivi ammodernamenti.
- Le fregate "Spartaco Schergat (F 598)" e "Emilio Bianchi (F 589)", nel 2020 sono state cedute alla Marina egiziana e sono state rinominate Al-Galala (FFG-1002) e Bernees (FFG-1003). Entrambe le navi dovrebbero essere sostituite da altre 2 FREMM, facendo slittare di fatto il completamento della commessa al 2030.
- Le PPA "Marcantonio Colonna (P 433)" e "Ruggiero di Lauria (P 435)", il 28 marzo 2024 sono state cedute alla Marina indonesiana e sono state rinominate "KRI Brawijaya (320)" e "KRI Prabu Siliwangi (321)". Entrambe le navi dovrebbero essere sostituite da altre 2 PPA, facendo slittare di fatto il completamento della commessa.